# 约翰尼·凯利 (足球运动员)
约翰尼·凯利（Johnny Carey，1919年2月23日—1995年8月23日），是已故爱尔兰足球运动员和主教练，他的球员生涯长期效力于英格兰曼彻斯特联队，退役后曾长期执教爱尔兰国家队和多支英格兰的俱乐部队，是英国和爱尔兰足球界数十年内最为著名的人物之一。

## 职业生涯
1936年，刚刚进入爱尔兰联赛的凯利便吸引了英格兰曼联球探的注意，俱乐部以创爱尔兰最高纪录的250英镑将其签入。但是不久后，第二次世界大战爆发，英格兰联赛终止，凯利在战争期间踢了很多地区性比赛，并被多支球队邀请作客出赛。战争后期，他参军被派遣到意大利和中东，驻守意大利期间还在当地踢球，战争结束后得到了很多加盟的邀请。
二战结束后，英格兰联赛恢复，凯利回到曼联，被新上任的主帅马特·巴斯比任命为队长，此后的几年内以出色的球技赢得赞誉，继斯坦利·马修斯之后获得了第二届的英格兰足球先生。1949年，他成为英格兰足总杯历史上第一个捧杯的外籍队长。1952年，他率领的曼联队在之前四次屈居亚军后，时隔十六年终于再次夺得了联赛冠军。
1953年，凯利退役后立即成为主教练，执教过布莱克本流浪者、埃弗顿、诺丁汉森林等球队。此外，他还在十多年内始终兼任爱尔兰国家队的主教练，不过当时国家队的球员选择并不取决于主教练，而是由足协委任的委员会决定。